# Parafia Wniebowzięcia Najświętszej Maryi Panny w Polanicy-Zdroju
Parafia Wniebowzięcia Najświętszej Maryi Panny w Polanicy-Zdroju znajduje się w dekanacie polanickim w diecezji świdnickiej.
Polanica-Zdrój była przez wieki częścią parafii św. Jerzego w Szalejowie Górnym. Kiedy uzdrowisko zaczęło się dynamicznie rozwijać, szczególnie po odkryciu bardzo wydajnego źródła wody mineralnej, wzrosła liczba ludności oraz kuracjuszy i turystów. W 1912 r. zbudowano kościół Wniebowzięcia Najświętszej Maryi Panny, a po wielu staraniach, połączeniu gmin Altheide i Neuheide, 1 października 1923 r. została erygowana parafia polanicka. Dotychczasowy wikariusz ks. Benno Taubitz mianowany został pierwszym proboszczem.
W 1947 roku dokonano reorganizacji parafii, wydzielając z jej terytorium parafię Chrystusa Króla, z kolei w 1992 roku parafię Matki Bożej Królowej Pokoju. 5 kwietnia 2013 r. w kościele parafialnym ustanowiono sanktuarium NMP Nieustającej Pomocy.
Proboszczem parafii w latach 1992–2022, dziekanem i kustoszem sanktuarium był ks. prałat Antoni Kopacz (1950–2022). Biskup świdnicki Marek Mendyk 18 lutego 2022 powołał na urząd proboszcza ks. Wojciecha Jarosława Dąbrowskiego, który objął urząd 1 marca 2022.